# トリット
トリット（イタリア語: Toritto）は、イタリア共和国プッリャ州バーリ県にある、人口約8,200人の基礎自治体（コムーネ）。

## 地理

### 位置・広がり

#### 隣接コムーネ
隣接するコムーネは以下の通り。
- アルタムーラ
- ビネット
- ビトント
- グルーモ・アップラ
- パーロ・デル・コッレ